# Чабиев, Эглау Тагиевич
Эглау Тагиевич Чабиев (1892, Назрань, Терская область — 1962) — ингушский революционер, участник Гражданской войны, руководитель ЧК Владикавказской железной дороги.

## Биография
Родился в крестьянской семье. Окончил двухклассное горское училище. Смерть отца помешала продолжить образование — он вынужден был устроиться на работу к судебному следователю. В 1908 году Чабиев поступил на высшие сельскохозяйственные курсы в Санкт-Петербурге. С первых дней учёбы в Петербурге Чабиев активно включился в революционную борьбу. Он пропагандировал большевистскую идеологию и распространял политическую литературу, за что неоднократно подвергался арестам. Участвовал в Гражданской войне на стороне красных.
В 1918 году был направлен Народным комиссариатом путей сообщения на Северо-Кавказскую железную дорогу с заданием обеспечить бесперебойную работу железнодорожного транспорта. Ввиду неспокойного времени все составы сопровождали сотрудники милиции и бойцы 11-й Красной армии. Тем не менее, иногда приходилось вступать в бой с бандитами, грабившими составы.
В феврале 1919 года войска Деникина вторглись в Терскую область. Чабиев руководил вывозом ценностей и подвижного состава из Назрани. Он с риском для жизни оставался на станции, осуществляя эвакуацию, и лишь после её завершения покинул город.
После изгнания Деникина в 1920 году Чабиев был назначен Председателем Ингушского Совета и Ингушского ревкома, но в том же году освобождён с этих должностей. Его назначили комиссаром Владикавказской железной дороги и поставили задачу нормализовать работу транспорта. Эту работу он выполнял до 1921 года, когда был назначен начальником охраны общественного порядка на Северо-Кавказской железной дороге. На следующий год он стал начальником управления НКВД Горской АССР, а в 1923 году — заместителем наркома внутренних дел республики.
В годы Великой Отечественной войны Чабиев был руководителем оперативной группы НКГБ Северной Осетии по розыску и обезвреживанию немецких парашютистов. Он выполнял эту работу до начала депортации чеченцев и ингушей.
После ухода на пенсию продолжал вести активную общественную жизнь: выступал в печати, на радио и телевидении, выступал перед подрастающим поколением. В 1962 году Чабиев скончался и был похоронен на родовом кладбище в селе Барсуки.

## Память
- Одна из улиц Назрани носит имя Чабиева[2].
- В феврале 2019 года на здании железнодорожного вокзала Назрани была открыта мемориальная плита в честь Эглау Чабиева. В церемонии принял участие глава Ингушетии Юнус-Бек Евкуров[3][4].